# Théorème de la médiane

Triangle ABC de médiane AI et de hauteur AH.

En géométrie euclidienne, le théorème de la médiane, ou théorème d'Apollonius, ou formules de la médiane, désigne les trois identités suivantes, sur des distances et des produits scalaires, dans un triangle ABC de médiane AI et de hauteur AH :

## Premier théorème de la médiane ou théorème d'Apollonius
Théorème d'Apollonius — Soient (ABC) un triangle quelconque et AI la médiane issue de A. On a alors la relation suivante :
{\displaystyle AB^{2}+AC^{2}=2BI^{2}+2AI^{2}}
ou encore : 
{\displaystyle AB^{2}+AC^{2}={1 \over 2}BC^{2}+2AI^{2}.}
Ce théorème est une reformulation de l'identité du parallélogramme.

### Démonstration par le produit scalaire
Cette propriété est un cas simple de la réduction de la fonction scalaire de Leibniz : il suffit de faire intervenir le point I dans les deux vecteurs {\displaystyle {\overrightarrow {AB}}} et {\displaystyle {\overrightarrow {AC}}}, par la relation de Chasles :
{\displaystyle AB^{2}+AC^{2}=({\overrightarrow {AI}}+{\overrightarrow {IB}})^{2}+({\overrightarrow {AI}}+{\overrightarrow {IC}})^{2}.}
On développe :
{\displaystyle AB^{2}+AC^{2}=AI^{2}+IB^{2}+2{\overrightarrow {AI}}\cdot {\overrightarrow {IB}}+AI^{2}+IC^{2}+2{\overrightarrow {AI}}\cdot {\overrightarrow {IC}}.}
Le point I est milieu de [BC], donc {\displaystyle {\overrightarrow {IB}}} et {\displaystyle {\overrightarrow {IC}}} sont opposés, ce qui implique que les produits scalaires s'éliminent et IC2 = IB2 donc 
{\displaystyle AB^{2}+AC^{2}=2AI^{2}+2IB^{2}.}

### Démonstration n'utilisant que les théorèmes sur les distances
Soit H le pied de la hauteur issue de A. Les trois triangles AHB, AHC et AHI sont rectangles en H ; en leur appliquant le théorème de Pythagore, on obtient :
{\displaystyle AB^{2}=AH^{2}+HB^{2},\quad AC^{2}=AH^{2}+HC^{2}\quad {\rm {et}}\quad AI^{2}=AH^{2}+HI^{2}.}
On en déduit :
{\displaystyle AB^{2}+AC^{2}=HB^{2}+HC^{2}+2AH^{2}=HB^{2}+HC^{2}+2(AI^{2}-HI^{2}).}
On exprime HB et HC en fonction de HI et BI. Quitte à intervertir B et C si nécessaire, on peut toujours supposer que B et H sont du même côté de I. Alors,
{\displaystyle HB=|HI-BI|{\text{ et }}HC=HI+IC=HI+BI.}
On peut donc transformer, dans l'expression ci-dessus de {\displaystyle AB^{2}+AC^{2}}, la sous-expression
{\displaystyle {\begin{aligned}HB^{2}+HC^{2}&=(HI-BI)^{2}+(HI+BI)^{2}\\&=HI^{2}-2HI\cdot BI+BI^{2}+HI^{2}+2HI\cdot BI+BI^{2}\\&=2HI^{2}+2BI^{2}.\end{aligned}}}
En remplaçant, on obtient :
{\displaystyle AB^{2}+AC^{2}=2HI^{2}+2BI^{2}+2(AI^{2}-HI^{2})=2BI^{2}+2AI^{2}.}

### Généralisation à toutecévienne
La démonstration ci-dessus par le produit scalaire se généralise, ce qui permet de démontrer :

Soient (ABC) un triangle, J un point de [BC] différent de B, et k = JC / JB. Alors :
{\displaystyle k~AB^{2}+AC^{2}=(k+1)(k~BJ^{2}+AJ^{2}).}

## Deuxième théorème de la médiane
Deuxième théorème de la médiane — Soient (ABC) un triangle et I le milieu du segment [BC]. Alors
{\displaystyle {\overrightarrow {AB}}\cdot {\overrightarrow {AC}}=AI^{2}-{\dfrac {1}{4}}BC^{2}.}
La démonstration utilise la même décomposition des vecteurs {\displaystyle {\overrightarrow {AB}}} et {\displaystyle {\overrightarrow {AC}}} que ci-dessus :
{\displaystyle {\overrightarrow {AB}}\cdot {\overrightarrow {AC}}=({\overrightarrow {AI}}+{\overrightarrow {IB}})\cdot ({\overrightarrow {AI}}-{\overrightarrow {IB}})=AI^{2}-IB^{2}=AI^{2}-(BC/2)^{2}.}

### Théorème de la médiane pour un triangle rectangle
Il existe un cas particulier relatif au triangle rectangle.
Théorème — Dans un triangle rectangle, la longueur de la médiane issue du sommet de l'angle droit vaut la moitié de la longueur de l'hypoténuse.
Ce théorème possède une réciproque.
Théorème — Si dans un triangle, la longueur de la médiane issue d'un sommet vaut la moitié de la longueur du côté opposé, alors ce triangle est rectangle en ce sommet.

## Troisième théorème de la médiane
Troisième théorème de la médiane —  Soient (ABC) un triangle et I le milieu du segment [BC]. On note H le projeté orthogonal de A sur (BC). Alors  
{\displaystyle \left|AB^{2}-AC^{2}\right|=2BC\times IH.}
Plus précisément :
{\displaystyle AB^{2}-AC^{2}=2~{\overline {BC}}\cdot {\overline {IH}},}
où BC et IH désignent des mesures algébriques par rapport à un même vecteur directeur unitaire de la droite (BC).
Il suffit d'utiliser le produit scalaire et les identités remarquables :
{\displaystyle AB^{2}-AC^{2}=({\overrightarrow {AB}}+{\overrightarrow {AC}})\cdot ({\overrightarrow {AB}}-{\overrightarrow {AC}})=2{\overrightarrow {AI}}\cdot {\overrightarrow {CB}}=2{\overrightarrow {IA}}\cdot {\overrightarrow {BC}}.}
La projection de {\displaystyle {\overrightarrow {IA}}} sur (BC) est  {\displaystyle {\overrightarrow {IH}}} d'où 
{\displaystyle AB^{2}-AC^{2}=2~{\overrightarrow {IH}}\cdot {\overrightarrow {BC}}=2~{\overline {IH}}\cdot {\overline {BC}}.}